# Mariniana
Egnacia Mariniana fue una dama romana del siglo III, segunda esposa del emperador romano Valeriano I, con el que tuvo al también emperador Galieno y a Valeriano el Menor. Se sabe muy poco sobre su vida, pero se supone que murió antes del nombramiento de su marido, pues aparece en las monedas conmemorativas que este mando acuñar como ya deificada.
Anteriormente se suponía que Egnacio Víctor Mariniano, gobernador de Arabia Petrea y Moesia Superior, era el padre de Mariniana. Más recientemente, sin embargo, se ha postulado que era hija de Lucio Egnacio Víctor, cónsul suffecto antes del 207 d. C., y, por tanto, hermana de Egnacio Víctor Mariniano.